# Mar Argentino

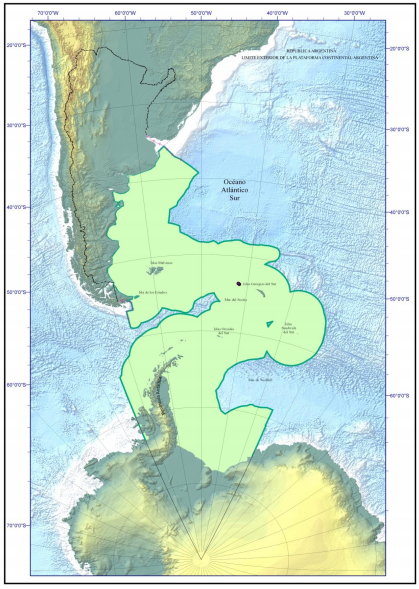
La delimitación del mar argentino según el mapa presentado en 2009 a la Comisión de Límites de la Plataforma Continental de la Convención de las Naciones Unidas sobre el Derecho del Mar.

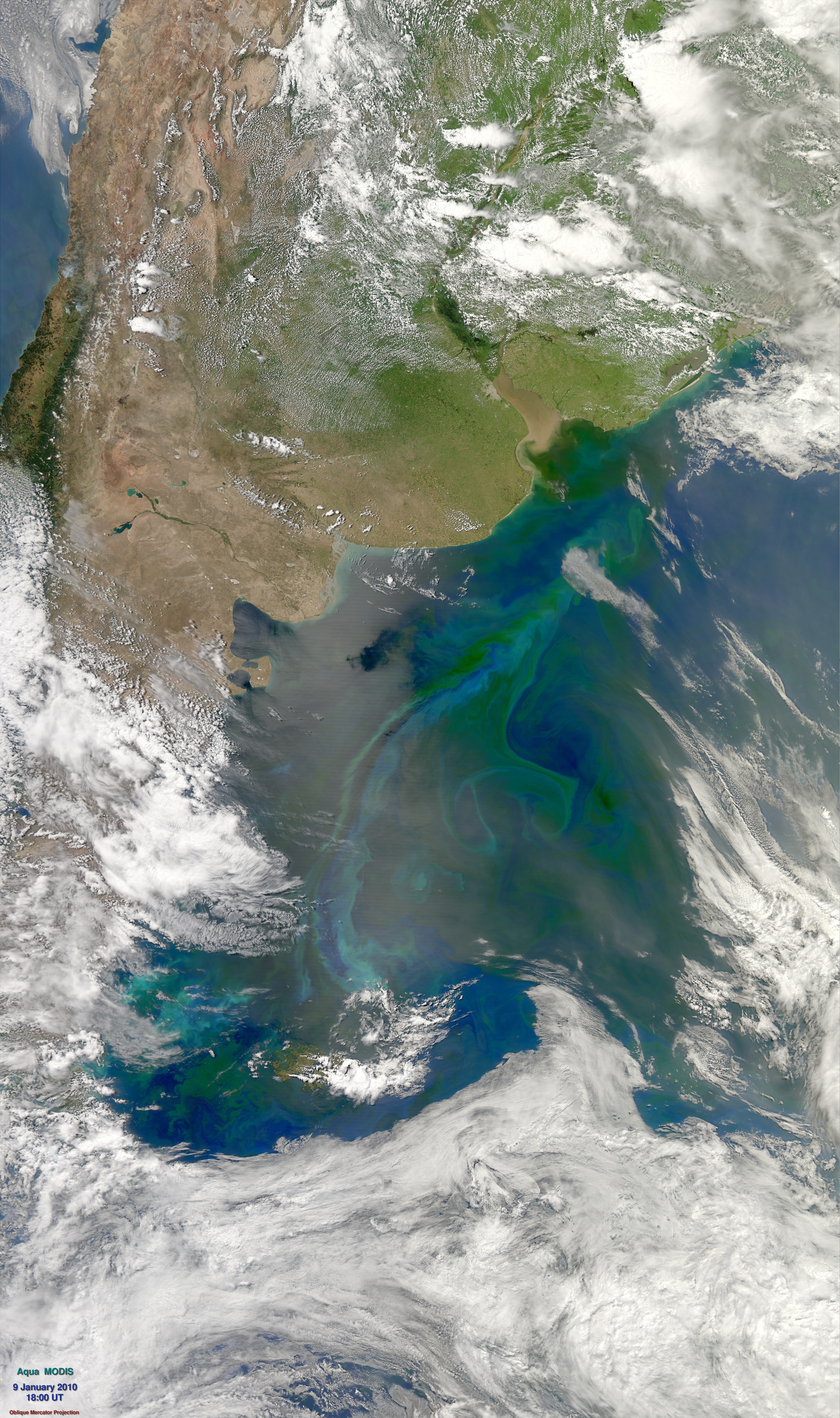
Fitoplancton (se puede observar como una extensa "mancha" grisverdosa) del mar argentino; fotografía de la NASA.

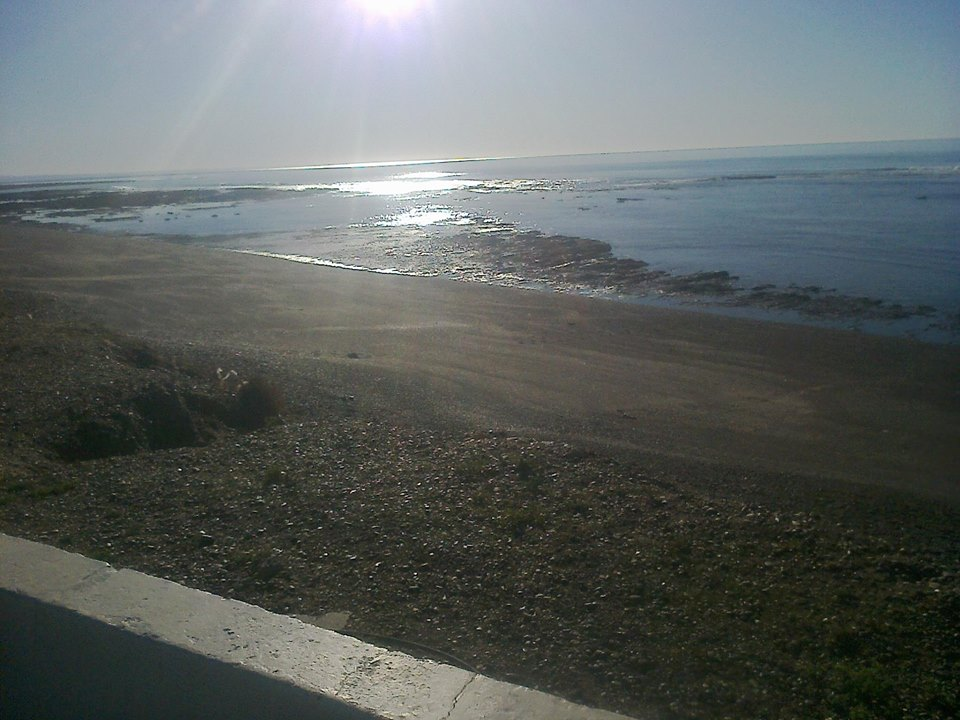
Mar Argentino frente a las costas de la provincia de Santa Cruz (Argentina).

El mar Argentino es el nombre con el que se denomina al mar epicontinental y litoral del océano Atlántico adyacente al extremo sur de Sudamérica. La denominación "mar argentino" no refiere a los espacios marítimos donde la Argentina efectivamente ejerce soberanía o jurisdicción. Geográficamente, los límites del mar argentino, tal como fueron delimitados por la Comisión Nacional del Límite Exterior de la Plataforma Continental (COPLA), comprenden desde la boca del estuario del Río de la Plata por el norte (paralelo 35° Sur) hasta la isla de los Estados por el sur, y desde la costa argentina hasta la isóbata de los 200 metros de profundidad incluyendo a las islas Malvinas. Su ancho varía entre 210 kilómetros frente a Mar del Plata y 850 en la latitud de las islas Malvinas. La línea costera se prolonga por 4725 km. Al este del mar argentino se extiende la aún más extensa y mucho más profunda cuenca argentina. El mar argentino tiene una extensión aproximada de 1 000 000 km².
El mar argentino se extiende más allá de la zona económica exclusiva definida por la Argentina en su porción continental americana, antártica y las islas del océano Atlántico sur, incluyendo parte del banco Namuncurá o Burdwood (aproximadamente 56°30′ S).

## Definición
El explorador rumano Julio Popper fue el primero en emplear el nombre mar argentino, cuando en 1891 publicó un mapa denominado Tierra del Fuego según las exploraciones efectuadas por el ingeniero Julio Popper (1886-1891). Popper denominó mar argentino a:

(…) la extensión marítima innombrada que baña el extremo sur de la República y que se extiende desde la isla de los Estados al cabo de Hornos y desde el canal Beagle al océano Atlántico.

El nombre se extendió poco después hasta abarcar todas las costas continentales argentinas. El área mencionada por Popper, que era el área en la zona sur de Tierra del Fuego, recibió el nombre de mar de la Zona Austral como consecuencia de la aprobación del Tratado de paz y amistad entre Argentina y Chile de 1984, pero sigue siendo frecuentemente incluido como parte del mar argentino.

### Disputa con el Reino Unido
La Organización Hidrográfica Internacional no ha incluido al mar Argentino dentro de su publicación Limits of ocean and seas de 1953, y su existencia como tal es rechazada por el Reino Unido, país que con la Argentina mantiene un litigio por la soberanía de las islas Malvinas. Fuera de Argentina, en los países en donde predomina la cartografía marítima con nombres en inglés, el nombre mar Argentino es poco utilizado y la región es referida simplemente, desconociendo los concretos límites físicos que posee el mar argentino, como una parte más del océano Atlántico en su sección sur.
En 2009, durante el gobierno de Cristina Fernández de Kirchner el Ministerio de Relaciones Exteriores presentó a la Comisión de Límites de la Plataforma Continental de la Convención de las Naciones Unidas sobre el Derecho del Mar (CONVEMAR) las coordenadas de los límites de su plataforma continental, que abarca un área de 1 782 500 km²,[cita requerida] equivalente a más de la mitad del territorio emergido. El área delimitada se corresponde también con la zona en la que se encuentran las islas Malvinas y Aurora, Georgias del Sur y Sandwich del Sur sobre las que Argentina mantiene una disputa de soberanía con el Reino Unido. En marzo de 2016, mientras ejercía la presidencia Mauricio Macri, las Naciones Unidas aprobó la petición argentina por unanimidad.

## Características
Es un mar de gran riqueza económica, tanto en sus aguas (recursos ictícolas, plancton, crustáceos, cetáceos, mariscos, algas, potencial energía mareomotriz) como en su subsuelo (hidrocarburos). La luz solar penetra las profundidades marinas hasta aproximadamente los 200 m de profundidad y esto con su correspondiente fotosíntesis favorece la existencia de una rica flora submarina que suele ser el primer eslabón pluricelular de la cadena trófica y biocenosis marina. Tal biocenosis favorece en el Mar Argentino la abundancia del bentos y del plancton (fitoplancton y zooplancton) y, concatenadamente, la proliferación de peces, cetáceos y otras formas de vida marítima pluricelular (incluyendo verdaderos bosques de algas como el "kelp"), que aportan o pueden aportar excelentes proteínas y además oligoelementos como el sodio, calcio, yodo, selenio, etcétera.
En las costas acantiladas se encuentran variedades de lapas y mejillones, pulpos y meros, así como almejas, centollas, estrellas, cangrejos y lenguados.
Las aves marinas, especialmente pingüinos y cormoranes, también encuentran en estas costas lugares de refugio y anidación. Las costas pedregosas son las preferidas de los leones y elefantes marinos para tener allí sus crías. En 1935 fue elaborado el Catálogo de la fauna íctica del Mar Argentino, que realizó un registro taxonómico de 261 especies.
Inmediatamente al este del mar argentino la profundidad aumenta abruptamente, cayendo el terreno casi verticalmente por un talud recortado en ciertos puntos por algunos cañones submarinos, restos de antiguos ríos existentes durante las glaciaciones, cuando gran parte de este mar se encontraba emergido.
A continuación del talud se extiende una inmensa llanura abisal que abarca gran parte del Atlántico Sur, conocida internacionalmente con el nombre de cuenca argentina.

### Corrientes marinas

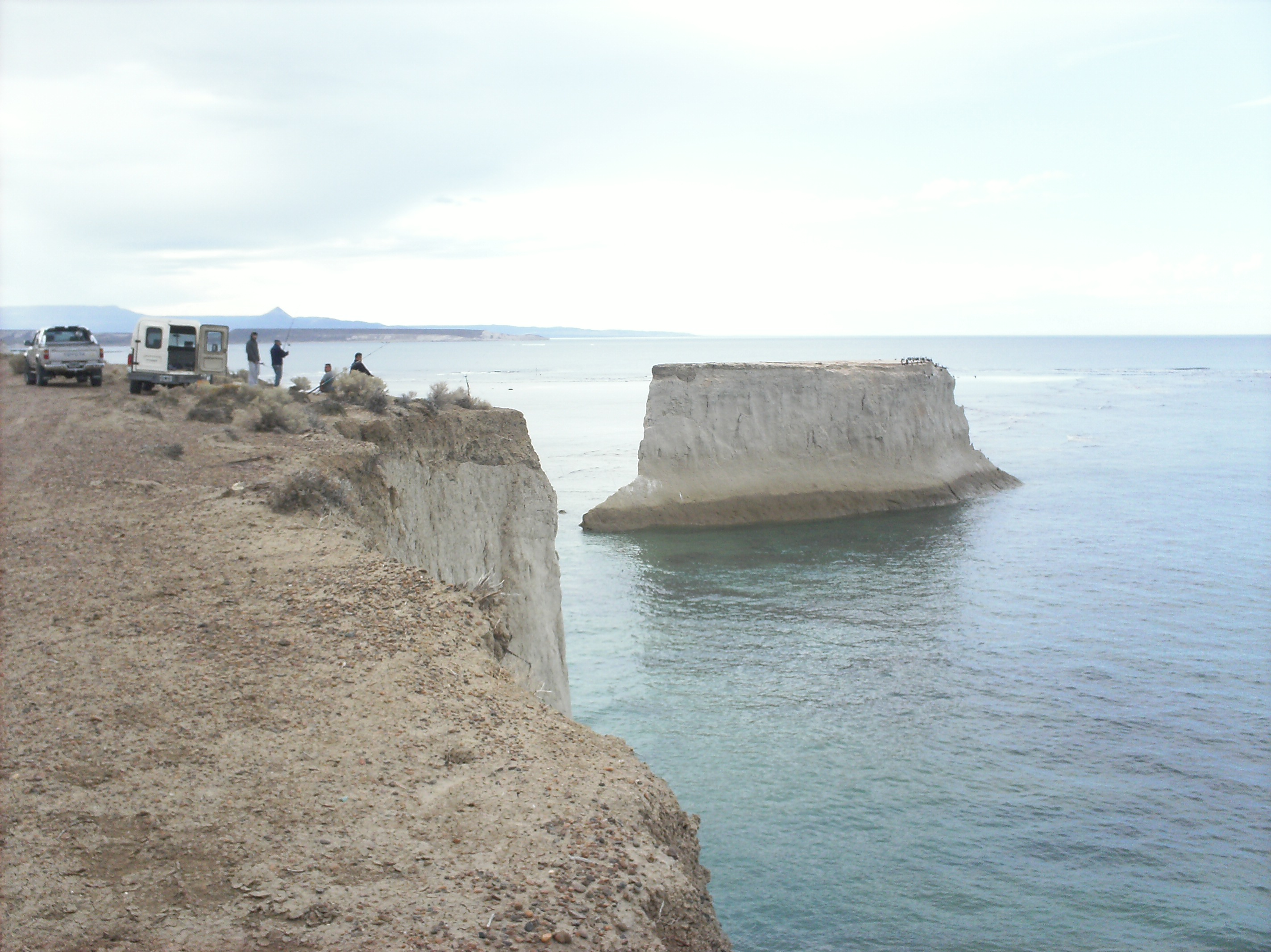
El farallón de Comodoro Rivadavia, Provincia del Chubut, en la costa del mar argentino, accidente costero formado por la intensa erosión del oleaje en los acantilados.

El Mar Argentino posee una corriente fría y poco salina llamada Agua Subantártica de Plataforma, que fluye hacia el noreste hasta encontrarse con las aguas provenientes de la plataforma de Brasil (Agua Subtropical de Plataforma), formando al Frente Subtropical de Plataforma. Este frente es el lugar preferencial de exportación de las aguas de plataforma hacia el océano abierto.
La plataforma se caracteriza por poseer una estructura barotrópica, lo cual significa que toda la columna de agua se mueve en la misma dirección. La intensidad de la corriente sobre plataforma varía en función de los vientos locales.
En el extremo este del Mar Argentino se encuentra la corriente de las Malvinas (cuyo núcleo sigue la isóbata de 200 m), la cual es una prolongación de la corriente Circumpolar Antártica.

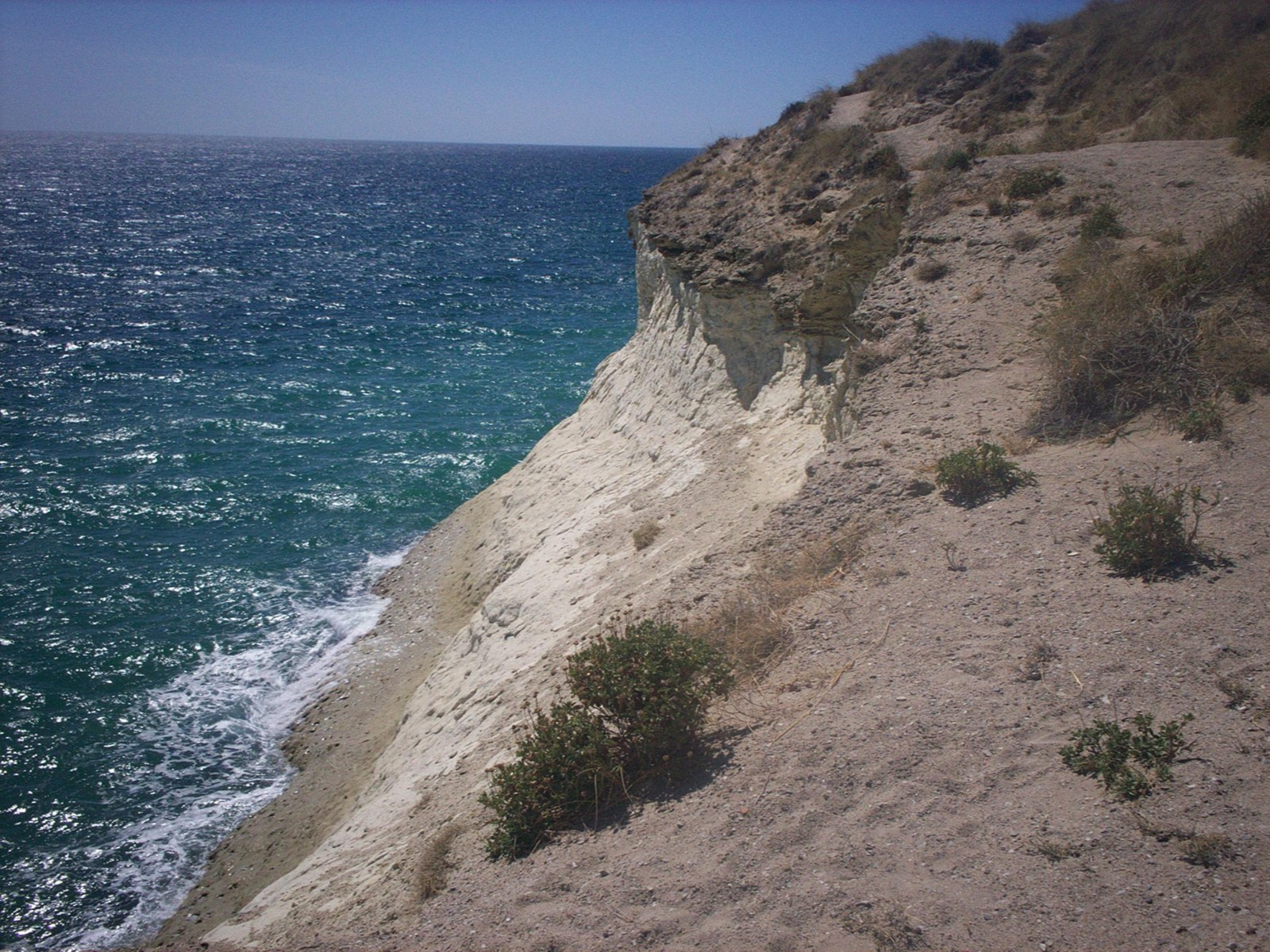
Acantilado en la ciudad de Puerto Madryn, Provincia del Chubut.